# Stato di Singapore
Lo Stato di Singapore (inglese: State of Singapore) è stato uno dei 14 stati federati della Malaysia dal 1963 al 1965. 
Difatti, il 16 settembre 1963, Singapore, insieme alle ex colonie britanniche di Sarawak, del Borneo del Nord e alla Federazione della Malesia, formarono la Malaysia diventandone stati federati. Ciò segnò la fine di un dominio britannico di 144 anni a Singapore, iniziato con la fondazione della moderna città da parte di Sir Stamford Raffles nel 1819.

## Storia

### La fusione con la Malaysia
La fusione della ex colonia britannica di Singapore con la Malesia era originariamente prevista per il 31 agosto 1963 in coincidenza con il giorno ufficiale dell'indipendenza della Malesia. Tuttavia è stato rinviato da Tunku Abdul Rahman al 16 settembre 1963, per ospitare una missione delle Nazioni Unite nel Borneo settentrionale e nel Sarawak per assicurarsi che volessero davvero una fusione, visto ci furono sollecitazioni dovute a obiezioni indonesiane alla formazione della Malesia. 
Di conseguenza, il 31 agosto 1963 (l'originale Malaysia Day), Lee Kuan Yew, di fronte a una folla al Padang di Singapore dichiarò unilateralmente l'indipendenza di Singapore. Mentre pochi giorni dopo, il 16 settembre 1963 (casualmente il quarantesimo compleanno di Lee), ancora una volta di fronte a una folla al Padang, proclamò Singapore come parte della Malesia. 
Promettendo la sua fedeltà al governo centrale, al Tunku e ai suoi colleghi, Lee ha chiesto "una relazione onorevole tra gli stati e il governo centrale, una relazione tra fratelli e non una relazione tra padroni e servi".

### L'espulsione dall'Unione
Il 7 agosto 1965, il primo ministro Tunku Abdul Rahman (dopo numerose tensioni e violenze razziali e non solo, a Singapore), non vedendo alternative per evitare ulteriori spargimenti di sangue, consigliò al parlamento della Malesia di votare per l'espulsione di Singapore dalla Malesia. 
Nonostante gli ultimi tentativi dei leader del PAP, tra cui Lee Kuan Yew, di mantenere Singapore come stato nell'unione, il 9 agosto 1965 il Parlamento votò 126-0 a favore dell'espulsione di Singapore, con i membri del Parlamento di Singapore non presente. 
Quel giorno, un piangente Lee ha annunciato che Singapore era divenuta una nazione sovrana e indipendente, assumendone il ruolo di Primo Ministro. Il suo discorso includeva queste parole: "Per me è un momento di angoscia perché tutta la mia vita […] voi vedete tutta la mia vita adulta. […] Ho creduto nella Malesia, nella fusione e nell'unità di questi due territori. Sapete è un popolo legato dalla geografia, dall'economia e dai legami di parentela."
In base agli emendamenti costituzionali approvati nel dicembre di quell'anno, il nuovo stato divenne la Repubblica di Singapore, con lo Yang di-Pertuan Negara che divenne Presidente e l'Assemblea legislativa divenne il Parlamento di Singapore. Queste modifiche sono state rese retroattive alla data della separazione di Singapore dalla Malesia. 
Il dollaro della Malesia e del Borneo britannico rimase a corso legale fino all'introduzione del dollaro di Singapore nel 1967. Sebbene, prima della divisione, ci furono comunque discussioni su una valuta comune tra i governi della Malesia e di Singapore.

### Dopo l'indipendenza
Dopo la separazione dell'omonimo stato federato dalla Malaysia, la città-stato è diventata ufficialmente la Repubblica di Singapore.